# Entandrophragma

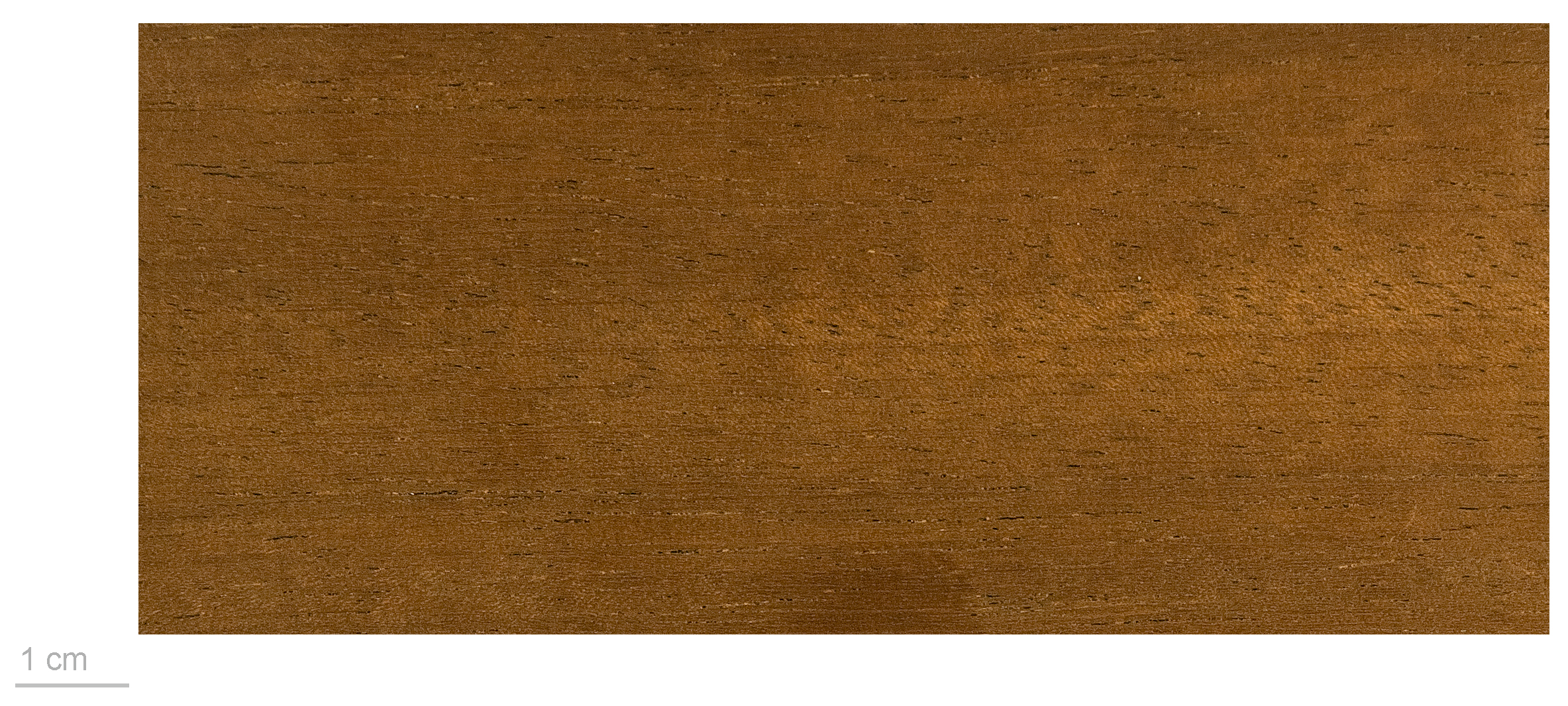
Entandrophragma candollei

Entandrophragma es un género de árboles caducos pertenecientes a la familia de la caoba (Meliaceae) nativo de África tropical. Comprende 36 especies descritas, y de éstas, solo 12 aceptadas.

## Descripción
Al menos algunas de las especies alcanzan grand tamaño, llegando hasta los 40-50 m de altura, 60 m, excepcionalmente, y 2 m de diámetro de tronco.  Las hojas son pinnadas, con 5-9 pares de folletos, cada prospecto de 8-10 cm de largo con una punta acuminada.  Las flores se producen en sueltas inflorescencias, cada pequeña flor, con cinco pétalos de color amarillento con alrededor de 2 mm de largo, y diez estambres.  El fruto es una valva de cinco cápsulas que contiene numerosas semillas aladas.

## Usos
La madera de algunas especies es bien conocida.  Estos se comercializan bajo los nombres por separado y se puede utilizar más o menos como la caoba, con la de Entandrophragma cylindricum quizá más cercano a un tipo de caoba de madera.

## Taxonomía
El género fue descrito por Anne Casimir Pyrame de Candolle y publicado en Bulletin de l'Herbier Boissier 2(9): 582. 1894. La especie tipo es: Entandrophragma angolense (Welw. ex C. DC.) C. DC. 

## Especies aceptadas
A continuación se brinda un listado de las especies del género Entandrophragma aceptadas hasta enero de 2013, ordenadas alfabéticamente. Para cada una se indica el nombre binomial seguido del autor, abreviado según las convenciones y usos.
- Entandrophragma angolense (Welw.) C.DC.
- Entandrophragma bussei Harms ex Engl.
- Entandrophragma candollei Harms
- Entandrophragma caudatum (Sprague) Sprague
- Entandrophragma congoense (De Wild.) A.Chev.
- Entandrophragma cylindricum (Sprague) Sprague
- Entandrophragma delevoyi De Wild.
- Entandrophragma excelsum (Dawe & Sprague) Sprague
- Entandrophragma palustre Staner
- Entandrophragma pierrei A.Chev.
- Entandrophragma spicatum (C.DC.) Sprague
- Entandrophragma utile (Dawe & Sprague) Sprague